# Williams %R

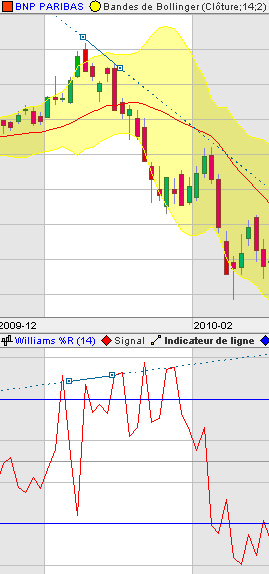
Демонстрация дивергенции графика 14-дневного Williams %R (снизу) и цены инструмента (сверху).

Williams %R (также %R, Процентный диапазон/Процент Вильямса/Уильямса от англ. Larry Williams' percent range) — технический индикатор, определяющий состояние перекупленности/перепроданности по положению текущей цены закрытия в диапазоне между минимумом и максимумом цен за предыдущие периоды.

## Авторство
Некоторые авторы приписывают создание этого индикатора Ларри Вильямсу после публикации сведений о нём в книге «Как я сделал в прошлом году миллион долларов торгуя биржевыми товарами» (англ. How I made one million dollars last year trading commodities), однако, другие исследователи ставят под сомнение этот факт, утверждая, что истинным его разработчиком был Джордж Лэйн, известный по разработке стохастического осциллятора. Однако, даже последние признают значительную работу Ларри Вильямса по интерпретации и популяризации данного индикатора.

## Методика вычисления
Значения индикатора Williams %R в каждый момент времени численно равно отношению разности между текущей ценой закрытия и максимальной ценой (максимума high) за предыдущие периоды к разности между максимальной (максимума high) и минимальной ценой (минимума low) за предыдущие периоды:
{\displaystyle \%R_{t}={\frac {close_{t}-{\underset {i\in [t-n,t]}{\operatorname {max} }}(high_{i})}{{\underset {i\in [t-n,t]}{\operatorname {max} }}(high_{i})-{\underset {i\in [t-n,t]}{\operatorname {min} }}(low_{i})}}\cdot 100,}
где {\displaystyle \%R_{t}} — значение индикатора Williams %R в момент {\displaystyle t}, {\displaystyle close_{t}} — цена закрытия в момент {\displaystyle t}, {\displaystyle high_{i}} — самая высокая цена периода {\displaystyle i}, {\displaystyle low_{i}} — самая низкая цена периода {\displaystyle i}, {\displaystyle 100} — коэффициент приведения.

## Торговые стратегии
%R является осциллятором, принимающим значения в пределах {\displaystyle [-100;0]}, причём значение, расположенное ближе к нижней границе указывает на перепроданность, а ближе к верхней на перекупленность.
Все торговые стратегии, применимые к другим осцилляторам теоретически подходят и к процентному диапазону Вильямса.
Например:
- Открыть длинную позицию, если %R опускается ниже −80.
- Закрыть длинную позицию, если %R поднимется выше −20.

## Связь с другими индикаторами
Разность между {\displaystyle \%K_{t}} стохастического осциллятора и {\displaystyle \%R_{t}} в любой момент {\displaystyle t} равна {\displaystyle 1}:
{\displaystyle \%K_{t}-\%R_{t}={\frac {close_{t}-{\underset {i\in [t-n,t]}{\operatorname {min} }}(low_{i})}{{\underset {i\in [t-n,t]}{\operatorname {max} }}(high_{i})-{\underset {i\in [t-n,t]}{\operatorname {min} }}(low_{i})}}-{\frac {close_{t}-{\underset {i\in [t-n,t]}{\operatorname {max} }}(high_{i})}{{\underset {i\in [t-n,t]}{\operatorname {max} }}(high_{i})-{\underset {i\in [t-n,t]}{\operatorname {min} }}(low_{i})}}=}
{\displaystyle ={\frac {close_{t}-{\underset {i\in [t-n,t]}{\operatorname {min} }}(low_{i})-close_{t}+{\underset {i\in [t-n,t]}{\operatorname {max} }}(high_{i})}{{\underset {i\in [t-n,t]}{\operatorname {max} }}(high_{i})-{\underset {i\in [t-n,t]}{\operatorname {min} }}(low_{i})}}={\frac {{\underset {i\in [t-n,t]}{\operatorname {max} }}(high_{i})-{\underset {i\in [t-n,t]}{\operatorname {min} }}(low_{i})}{{\underset {i\in [t-n,t]}{\operatorname {max} }}(high_{i})-{\underset {i\in [t-n,t]}{\operatorname {min} }}(low_{i})}}=1.}
Ларри Вильямс является также разработчиком окончательного осциллятора.